# Amerikanischer Schneeball
Der Amerikanische Schneeball (Viburnum opulus subsp. trilobum), auch Cranberry-Strauch oder Highbush Cranberry genannt, ist eine Unterart aus der Pflanzengattung Schneeball (Viburnum) innerhalb der Familie der Moschuskrautgewächse (Adoxaceae). Sie ist in Nordamerika weit verbreitet und kann als Wildobst verwendet werden.

## Beschreibung

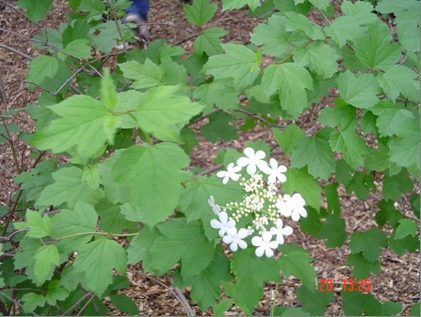
Habitus, Blätter und Blütenstand

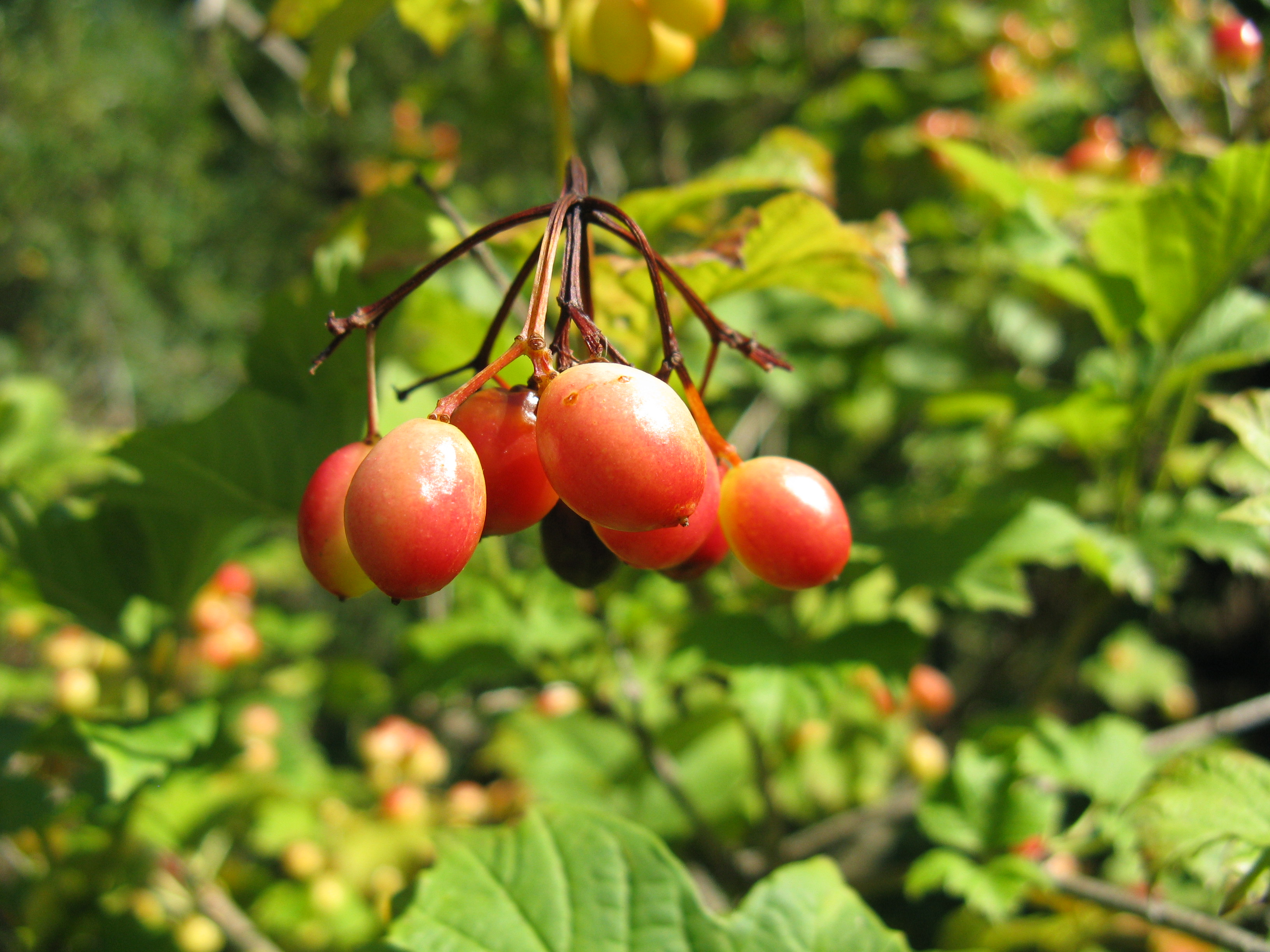
Früchte

### Erscheinungsbild und Blatt
Der Amerikanische Schneeball wächst als relativ großer, laubabwerfender Strauch und kann Wuchshöhen von bis zu 4 Meter erreichen. Die Rinde der Zweige ist glatt und kahl. Es sind keine Endknospen vorhanden und die zwei Seitenknospen besitzen sich berührende (valvate) Knospenschuppen.
Die grünen, gegenständig angeordneten Laubblätter sind in Blattstiel und Blattspreite gegliedert; sie erinnern an Ahornblätter. Der gefurchte, bis zu 12 cm lange Blattstiel besitzt zwei längliche Drüsen. Die einfache Blattspreite ist bei einer Länge von 5 bis 11 cm mehr oder weniger breit eiförmig im Umriss und dreilappig Die Nervatur ist handförmig. Das endständige Blattpaar besitzt lang zugespitzte Blattlappen, einen keilförmigen bis fast gerundeten Spreitengrund und einen glatten bis leicht stumpf gezähnten Blattrand. Die darunterliegenden Blätter sind breiter, mit gerundetem bis gestutztem Spreitengrund, kürzeren Blattlappen und grob-gezähntem Blattrand. Das Herbstlaub ist rot bis purpurfarben. Die Nebenblätter sind dünn.

### Blütenstand und Blüte
Die Blütezeit liegt in der Mitte des Sommers. Viele Blüten stehen in endständigen, Bei einem Durchmesser von 4 bis 15 cm relativ großen, trugdoldigen Blütenständen, oben abgeflacht sind, zusammen. Die zwittrigen Blüten sind radiärsymmetrisch und fünfzählig mit doppelter Blütenhülle. Die fünf Kronblätter sind weiß. Die äußeren bis 2,5 cm großen Blüten sind steril; ihre Blütenkrone ist abgeflacht. Die inneren Blüten sind deutlich kleiner und fruchtbar, ihr Blütenkelch ist klein sowie unscheinbar und die Blütenkrone weist einen Durchmesser von bis 5 mm auf. In den fertilen Blüten sind fünf fertile Staubblätter, die mit der Blütenkrone verwachsen sind und diese überragen, und ein unterständiger Fruchtknoten vorhanden. Die Bestäubung erfolgt durch Insekten und Vögel.
Die bei Reife rötlich-orangefarbene bis rote beerenähnliche Steinfrucht ist bei einer Länge von 6 bis 12 mm ellipsoid bis kugelig enthält nur einen flachen, weißen Samen im Steinkern. Die Früchte reifen in Nordamerika im späten Sommer und sie verbleiben den Winter über auf dem Strauch. Erst ab einem Alter von etwa fünf Jahren tragen aus Samen entstandene Pflanze Früchte.

### Chromosomenzahl
Die Chromosomenzahl beträgt 2n = 18.

## Verbreitung
Der Amerikanische Schneeball ist in Nordamerika von Neufundland über British Columbia sowie Washington bis Virginia beheimatet und soll von den Rocky Mountains bis New Mexico verbreitet sein. Fundortangaben gibt es für die kanadischen Provinzen: New Brunswick, Neufundland, Nova Scotia, Ontario, Prince Edward Island, Quebec, Alberta, British Columbia sowie Manitoba und für die US-amerikanischen Bundesstaaten: Connecticut, Indiana, Maine, Massachusetts, Michigan, New Hampshire, New Jersey, New York, Ohio, Pennsylvania, Vermont, West Virginia, Illinois, Iowa, Minnesota, Nebraska (Douglas County), North Dakota, South Dakota, Wisconsin, Idaho, Washington, Wyoming (Crook County) sowie Virginia.

## Nutzung
Die Früchte werden als „Highbush Cranberry“  bezeichnet, sie ist aber keine Cranberry, also Kranbeere (Vaccinium macrocarpon), sondern gehört zu einer anderen Pflanzenfamilie. Aussehen und Geschmack sowie Reifezeit sind nicht wie bei der Kranbeere, sondern sehr gewöhnungsbedürftig. Die sauren Früchte enthalten viel Vitamin C und können roh oder gekocht gegessen werden. Aus den Früchten kann Marmelade bzw. Konfitüre hergestellt werden. Diese eignet sich wie jene aus den Früchten des Gewöhnlichen Schneeballs (Viburnum opulus) als Beilage zu Wildgerichten, eine Alternative zu Preiselbeeren.
Im nördlichen Ontario werden die saftigen und säuerlichen, essbaren Früchte meist zur Herstellung von Marmelade verwendet. Die reifen Früchte besitzen einen starken moschusartigen Geruch der während des Kochens erhalten bleibt, aber er ist nicht mehr in der fertigen Marmelade oder dem Gelee vorhanden.
In Kanada wird der Amerikanische Schneeball in Gärten wegen der Früchte als Nutzpflanze kultiviert. Kanadier französischer Herkunft nennen die Früchte „Pembina“, Kanadier ukrainischer und russischer Herkunft „Kalyna“.

## Taxonomie
Die Erstveröffentlichung erfolgte 1785 unter dem Namen (Basionym) Viburnum trilobum durch Humphry Marshall in Arbustrum Americanum, S. 162. Sie wurde 1949 von Robert Theodore Clausen in Cornell University Agricultural Experiment Station Memoir, Volume 291, S. 10 unter dem Namen Viburnum opulus subsp. trilobum (Marshall) R.T.Clausen als Unterart von Viburnum opulus L. erkannt. Es wird auch häufig der durch William Aiton 1789 in Hortus Kewensis; or, a catalogue ..., Volume 1, S. 280 veröffentlichte Name Viburnum opulus var. americanum Aiton verwendet.